# Iván Marulanda
Iván Marulanda Gómez (Pereira, 4 de junio de 1946) es un economista y político colombiano. Actualmente, es Senador de la República de Colombia por el Partido Alianza Verde. Luego de que la Corte Constitucional le devolviera la personería jurídica al Nuevo Liberalismo, partido del que fue fundador con Luis Carlos Galán y Rodrigo Lara Bonilla, decidió regresar al partido de sus orígenes para ser candidato por el Nuevo Liberalismo al Senado de la República.

## Biografía
En 1991 hizo parte de la Asamblea Nacional Constituyente, fue Senador de la República entre 1986-1990 y 2018-2022, Concejal de Medellín entre 1984-1986, Alcalde de la ciudad de Pereira entre 1974 y 1975. Junto a Luis Carlos Galán y Rodrigo Lara, fue fundador del Nuevo Liberalismo.
Graduado de economista por la Universidad de Antioquia. Su trayectoria laboral trasciende por importantes cargos como: la gerencia de la Constructora de Pereira, Presidente de la Cámara de Comercio de Pereira, Secretario General de la ANDI, Presidente de la Bolsa de Medellín, investigador, consultor de organizaciones internacionales como la OEA, IDEA-int y el PNUD. A nivel local fue director de Planeación y Valorización; a nivel Departamental, es destacado  por su asesoría al entonces gobernador de Antioquia, Sergio Fajardo. Ocupó cargos a nivel Nacional en el Ministerio de Agricultura, Planeación Nacional y Ministerio de Desarrollo. Trabajó en la embajada ante Naciones Unidas y fue embajador ante las Agencias de Naciones unidas con sede en Roma.
Entre 2002 y 2003 hizo parte de la Dirección Nacional Liberal. En 2006 fue candidato a la vicepresidencia de Colombia por el Partido Liberal. En 2007 es elegido como miembro de la Dirección Nacional Adjunta de dicho partido. 
En 2017 fue Coordinador Político de la campaña presidencial de Sergio Fajardo, en lo que se denominó “Coalición Colombia”.